# 연습곡 Op. 25, 2번 (쇼팽)

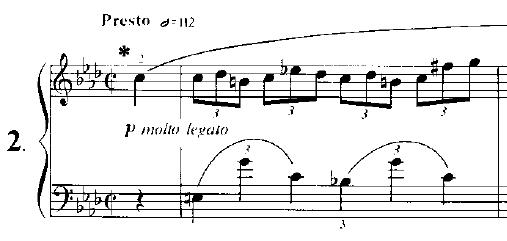
쇼팽 연습곡 Op. 25의 2번의 첫 마디

쇼팽의 연습곡 Op. 25, 2번(Étude Op. 25, No. 2)은 프레데리크 쇼팽이 작곡한 연습곡 중 작품번호 제25번의 2번에 해당하는 곡으로 1837년에 출판되었다. 이 곡은 오른손은 8분음표 셋잇단음표로, 왼손은 4분음표 셋잇단음표로 구성되어 있으며 이는 곡의 말미까지 지속된다. 쇼팽의 연습곡 중 난이도가 낮은 곡에 속한다.